# Eric I di Brunswick-Lüneburg
Eric I di Brunswick-Lüneburg, detto "il Vecchio", in tedesco Erich I, der Ältere (Neustadt am Rübenberge, 16 febbraio 1470 – Haguenau, 30 luglio 1540), fu duca di Brunswick-Lüneburg dal 1495 e principe regnante di Calenberg-Gottinga.

## Biografia

### Famiglia di origine
Nacque il 16 febbraio 1470 nel castello di Rovenburg a Neustadt am Rübenberge. Fu il fondatore della linea di Calenberg della casa di Brunswick-Lüneburg: suo padre, Guglielmo IV, era morto nel 1503, ma già nel 1495 aveva diviso le sue terre tra i figli Enrico ed Eric. Eric ricevette così i principati di Calenberg e Gottinga, mentre Enrico ottenne il ducato di Brunswick-Wolfenbüttel.

### Al servizio dell'imperatore
Da ragazzo aveva viaggiato come pellegrino fino a Gerusalemme e aveva visitato l'Italia, prima di entrare al servizio dell'imperatore Massimiliano I.
Nei suoi anni giovanili, si dimostrò un soldato coraggioso al fianco degli imperatori e prese parte nel 1497 alla campagna contro i Turchi. In seguito combatté in guerre contro la Repubblica di Venezia, la Confederazione Elvetica e la Francia; nella guerra della Baviera-Landshut del 1504 egli salvò la vita dell'imperatore durante la battaglia di Ratisbona, motivo per il quale venne nominato cavaliere.

### Governo
Nel 1495 ricevette l'eredità paterna del principato di Calenberg-Gottinga, mentre il fratello maggiore, Enrico (1463-1514), governò invece il Brunswick-Wolfenbüttel. Nel 1505 il trentacinquenne Eric I fece di Neustadt am Rübenberge la sua seconda sede del potere.
Quando il primo matrimonio con Caterina di Sassonia, vedova dell'arcivescovo Sigismondo d'Austria, si dimostrò senza eredi, Eric I, dopo essere rimasto vedovo, si risposò il 7 luglio 1525 con la quindicenne Elisabetta del Brandeburgo. Da questo matrimonio nacque il tanto atteso erede, Eric II (1528-1584). Nel 1528, Elisabetta, all'epoca incinta, si ammalò e fu costretta a rimanere a letto; essa ritenne responsabile dell'accaduto un maleficio lanciatole dall'amante del marito, Anna Rumschottel e persuase quindi il marito a tenere un processo, in conseguenza del quale molte donne vennero arse vive, anche se il duca concesse all'amante di fuggire. Anna venne comunque bruciata viva ad Hameln.
Nel 1521, durante la faida di Hildesheim (1519-1523), Eric conquistò il castello di Hunnesrück, su una collina nell'attuale distretto cittadino di Hunnesrück a Dassel, con l'aiuto di Enrico il Giovane di Wolfenbüttel, bombardandolo con grandi cannoni dalla cima della collina di Hatop, ma poco tempo dopo fu costretto ad abbandonarlo.
Tra il 1527 ed il 1530 fece costruire il castello di Erichsburg, collocandolo in una depressione paludosa, protetto da un largo fossato e alti bastioni. Il castello venne così chiamato in onore del suo erede, nato nel 1528. Lo usò saltuariamente come sede del suo governo e mentre veniva costruito abitò nel vecchio castello di Hunnesrück.
Assieme al feudo, gli vennero concessi anche gli Ämter ("comprensori") di Kolding e Poppenburg, sulla base degli accordi di Quedlinburg, che chiusero la faida di Hildesheim. Nel 1523 la parrocchia abbaziale di Sant'Andrea a Derneburg si pose sotto la sua protezione, a difesa dalle frequenti incursioni dei cavalieri al servizio di Enrico V di Brunswick-Lüneburg.
Nel 1529 consentì alla città di Hannover di tenere una festa annuale, la Schützenfest (il "festival degli sparatori", oggi conosciuta come Hanover Schützenfest). Nel 1530 Eric riuscì a riportare Aerzen all'interno dei possedimenti della casata di Welfen.
Nel 1539, unì i precedenti Ämter di Hunnesrück, Lüthorst e Lauenberg per creare il nuovo Amt di Erichsburg, che rimase inalterato fino al 1643. La duchessa aveva pubblicamente consentito che l'eucaristia potesse essere presa con entrambi i riti: da quel momento in poi, lei ed il marito aderirono a due credo diversi, Eric rimase cattolico, mentre Elisabetta diventò luterana.

### Morte
Morì il 30 luglio 1540 durante la Dieta imperiale di Haguenau, in Alsazia, poco meno di ventitré anni dopo l'affissione delle tesi di Martin Lutero, mentre suo figlio, Eric II, era ancora un bambino: la sua vedova Elisabetta prese in mano le redini del governo del ducato per cinque anni. Il duca aveva lasciato molti debiti, stimati in 900 000 talleri, ma anche due importanti edifici: Erichsburg, vicino a Dassel, e il ricostruito castello di Calenberg.
I funerali vennero celebrati nel 1541 nella chiesa di San Biagio a Hannoversch Münden, un anno dopo la sua morte, dal momento che il suo corpo era stato consegnato alla famiglia solo dopo il pagamento dei debiti. Questo impose ad ogni cittadino del ducato il pagamento di sedici pfennig.

## Discendenza
Eric I ebbe quattro figli dalla seconda moglie, Elisabetta del Brandeburgo:
- Elisabetta (8 aprile 1526 – 19 agosto 1566): nel 1543 sposò il conte Giorgio Ernesto di Henneberg (1511-1583);
- Eric II (10 agosto 1528 – 17 novembre 1584), successore nei titoli paterni; sposò in prime nozze, nel 1545, Sidonia di Sassonia (1518-1575), figlia di Enrico IV di Sassonia e di Caterina di Meclemburgo-Schwerin; in seconde nozze, nel 1576, sposò Dorotea di Lorena (1545-1621), figlia di Francesco I di Lorena e di Cristina di Danimarca;
- Anna Maria (23 aprile 1532 – 20 marzo 1568); nel 1550 sposò Alberto il Vecchio, margravio di Brandeburgo-Ansbach e duca di Prussia (1490–1568);
- Caterina (1534 – 10 maggio 1559); sposò nel 1557 Guglielmo di Rosenberg, gran burgravio di Boemia (1535–1592).

## Ascendenza
|                                     |   |                                | Genitori                     |  |  | Nonni |  |  | Bisnonni                     |  |  | Trisnonni                           |  |
|                                     |   |                                |                              |  |  |       |  |  | Enrico di Brunswick-Lüneburg |  |  | Magnus II di Brunswick-Wolfenbüttel |  |
|                                     |   |                                |                              |  |  |       |  |  | Enrico di Brunswick-Lüneburg |  |  | Magnus II di Brunswick-Wolfenbüttel |  |
|                                     |   | Caterina di Anhalt-Bernburg    |                              |  |  |       |  |  | Enrico di Brunswick-Lüneburg |  |  |                                     |  |
| Guglielmo di Brunswick-Lüneburg     |   |                                |                              |  |  |       |  |  | Enrico di Brunswick-Lüneburg |  |  |                                     |  |
|                                     |   | Sofia di Pomerania             | Vartislao VI di Pomerania    |  |  |       |  |  |                              |  |  |                                     |  |
|                                     |   | Sofia di Pomerania             | Vartislao VI di Pomerania    |  |  |       |  |  |                              |  |  |                                     |  |
|                                     |   | Sofia di Pomerania             | …                            |  |  |       |  |  |                              |  |  |                                     |  |
| Guglielmo IV di Brunswick-Lüneburg  |   | Sofia di Pomerania             |                              |  |  |       |  |  |                              |  |  |                                     |  |
|                                     |   | Federico I di Brandeburgo      | Federico V di Norimberga     |  |  |       |  |  |                              |  |  |                                     |  |
|                                     |   | Federico I di Brandeburgo      | Federico V di Norimberga     |  |  |       |  |  |                              |  |  |                                     |  |
|                                     |   | Federico I di Brandeburgo      | Elisabetta di Meißen         |  |  |       |  |  |                              |  |  |                                     |  |
| Cecilia di Brandeburgo              |   | Federico I di Brandeburgo      |                              |  |  |       |  |  |                              |  |  |                                     |  |
|                                     |   | Elisabetta di Baviera-Landshut | Federico di Baviera-Landshut |  |  |       |  |  |                              |  |  |                                     |  |
|                                     |   | Elisabetta di Baviera-Landshut | Federico di Baviera-Landshut |  |  |       |  |  |                              |  |  |                                     |  |
|                                     |   | Elisabetta di Baviera-Landshut | Maddalena Visconti           |  |  |       |  |  |                              |  |  |                                     |  |
| Eric I di Brunswick-Lüneburg        |   | Elisabetta di Baviera-Landshut |                              |  |  |       |  |  |                              |  |  |                                     |  |
|                                     | … | …                              |                              |  |  |       |  |  |                              |  |  |                                     |  |
|                                     | … | …                              |                              |  |  |       |  |  |                              |  |  |                                     |  |
|                                     | … | …                              |                              |  |  |       |  |  |                              |  |  |                                     |  |
| Bodo VII di Stolberg-Werningerode   | … |                                |                              |  |  |       |  |  |                              |  |  |                                     |  |
|                                     |   | …                              | …                            |  |  |       |  |  |                              |  |  |                                     |  |
|                                     |   | …                              | …                            |  |  |       |  |  |                              |  |  |                                     |  |
|                                     |   | …                              | …                            |  |  |       |  |  |                              |  |  |                                     |  |
| Elisabetta di Stolberg-Werningerode |   | …                              |                              |  |  |       |  |  |                              |  |  |                                     |  |
|                                     |   | …                              | …                            |  |  |       |  |  |                              |  |  |                                     |  |
|                                     |   | …                              | …                            |  |  |       |  |  |                              |  |  |                                     |  |
|                                     |   | …                              | …                            |  |  |       |  |  |                              |  |  |                                     |  |
| …                                   |   | …                              |                              |  |  |       |  |  |                              |  |  |                                     |  |
|                                     |   | …                              | …                            |  |  |       |  |  |                              |  |  |                                     |  |
|                                     |   | …                              | …                            |  |  |       |  |  |                              |  |  |                                     |  |
|                                     |   | …                              | …                            |  |  |       |  |  |                              |  |  |                                     |  |
|                                     |   | …                              |                              |  |  |       |  |  |                              |  |  |                                     |  |